# Odontorhabdus teretiscapus
Odontorhabdus teretiscapus là một loài bọ cánh cứng trong họ Cerambycidae.